# Dylan Guenther
Dylan Guenther (* 10. dubna 2003, Edmonton, Alberta) je kanadský hokejový útočník hrající za tým Utah Hockey Club v NHL. Ve vstupním draftu 2021 si jej jako 9. celkově v 1. kole vybral tým Arizona Coyotes.

## Statistiky

### Klubové statistiky
| Sezóna      | Klub                    | Soutěž      |    | Základní část | Základní část | Základní část | Základní část | Základní část |    | Play off | Play off | Play off | Play off | Play off |
| Sezóna      | Klub                    | Soutěž      | Z  | G             | A             | B             | TM            | Z             | G  | A        | B        | TM       |          |          |
| 2018/19     | Edmonton Oil Kings      | WHL         | 8  | 3             | 1             | 4             | 0             | 3             | 0  | 0        | 0        | 0        |          |          |
| 2019/20     | Edmonton Oil Kings      | WHL         | 58 | 26            | 33            | 59            | 22            | —             | —  | —        | —        | —        |          |          |
| 2020/21     | Sherwood Park Crusaders | AJHL        | 4  | 3             | 2             | 5             | 12            | —             | —  | —        | —        | —        |          |          |
| 2020/21     | Edmonton Oil Kings      | WHL         | 12 | 12            | 12            | 24            | 2             | —             | —  | —        | —        | —        |          |          |
| 2021/22     | Edmonton Oil Kings      | WHL         | 59 | 45            | 46            | 91            | 45            | 16            | 13 | 8        | 21       | 10       |          |          |
| 2022/23     | Arizona Coyotes         | NHL         | 33 | 6             | 9             | 15            | 10            | —             | —  | —        | —        | —        |          |          |
| 2022/23     | Seattle Thunderbirds    | WHL         | 20 | 13            | 16            | 29            | 18            | 19            | 16 | 12       | 28       | 12       |          |          |
| 2023/24     | Arizona Coyotes         | NHL         | 45 | 18            | 17            | 35            | 14            | —             | —  | —        | —        | —        |          |          |
| 2023/24     | Tucson Roadrunners      | AHL         | 29 | 10            | 18            | 28            | 20            | 2             | 1  | 0        | 1        | 0        |          |          |
| NHL celkově | NHL celkově             | NHL celkově | 78 | 24            | 26            | 50            | 24            | —             | —  | —        | —        | —        |          |          |

### Reprezentace
| Rok                       | Tým                       | Soutěž                    | Z  | G  | A | B  | TM |
| ------------------------- | ------------------------- | ------------------------- | -- | -- | - | -- | -- |
| 2019                      | Kanada White              | WHC-17                    | 6  | 3  | 0 | 3  | 2  |
| 2021                      | Kanada 18                 | MS-18                     | 7  | 4  | 3 | 7  | 0  |
| 2023                      | Kanada 20                 | MS-20                     | 7  | 7  | 3 | 10 | 4  |
| 2024                      | Kanada                    | MS                        | 9  | 1  | 3 | 4  | 0  |
| Juniorská kariéra celkově | Juniorská kariéra celkově | Juniorská kariéra celkově | 20 | 14 | 6 | 20 | 6  |
| Seniorská kariéra celkově | Seniorská kariéra celkově | Seniorská kariéra celkově | 9  | 1  | 3 | 4  | 0  |